# Pieria (moglie di Danao)
Nella mitologia greca, Pieria (in greco antico: Πιερία?, Piería) era una delle mogli di Danao.

## Mito
Secondo Pseudo-Apollodoro, Danao ebbe da diverse donne cinquanta figlie, note come Danaidi, di cui sei da Pieria: Actea, Podarce, Diosippe, Adite, Ocipete e Pilarge. Queste sei andarono in sposa ai sei di cinquanta Egittidi che Egitto aveva avuto da Gorgo e, su ordine di Danao, li uccisero durante la prima notte di nozze.

### Fonti
- Pseudo-Apollodoro, Libro I -  5
- Pausania, Periegesi della Grecia, Libro V, 3 6-4

### Moderna
- Luisa Biondetti, Dizionario di mitologia classica, Milano, Baldini&Castoldi, 1997, ISBN 978-88-8089-300-4.
- Angela Cerinotti, Miti greci e di roma antica, Prato, Giunti, 2005, ISBN 88-09-04194-1.
- Anna Ferrari, Dizionario di mitologia, Litopres, UTET, 2006, ISBN 88-02-07481-X.
- Pierre Grimal, Enciclopedia della mitologia 2ª edizione, Brescia, Garzanti, 2005, ISBN 88-11-50482-1. Traduzione di Pier Antonio Borgheggiani